# Vera Konsztantyinovna Romanova orosz nagyhercegnő
Idősebb Vera Konsztantyinovna orosz nagyhercegnő, férjezett Vera württembergi hercegné (oroszul: Великая Kняжна Вера Константиновна Романова, németül: Herzogin Vera von Württemberg; Szentpétervár, 1854. február 4./16. – Stuttgart, 1912. április 11.) orosz nagyhercegnő, württembergi királyi hercegnő, házassága révén württembergi hercegné.

## Élete

### Származása és gyermekkora
Vera Konsztantyinovna nagyhercegnő Konsztantyin Nyikolajevics nagyherceg és Alexandra szász–altenburgi hercegnő második leányaként, illetve harmadik gyermekeként született 1845-ben. A családot üldözték a tragédiák, a legidősebb fiú, Nyikolaj nagyherceg meglopta a saját szüleit, a legifjabb gyermek, Vjacseszlav Konsztantyinovics fiatalon hunyt el betegség következtében.
Vera nagyhercegnő Szentpétervárott töltötte boldog gyermekkorát, melyet elsősorban édesanyjának köszönhetett. Vera Konsztantyinovna ideggyengeségben szenvedett, legalábbis a kor orvosai ezt állították róla. Feltehetően epilepsziás volt, ám ezt akkor még nem tudták kezelni, és amikor a család 1861-ben a forrongó Varsóba költözött Konsztantyin nagyherceg lengyel helytartói kinevezése miatt, a szülők úgy határoztak, nem viszik magukkal leányukat a lázongó Lengyelországba. Vera nagyhercegnő „különösen ingerlékeny és nehezen kezelhető volt, anyja … elküldte sógornőjéhez”, Olga württembergi királynéhoz. Olga királyné orosz nagyhercegnőként született, majd feleségül ment I. Károly württembergi királyhoz, akitől azonban nem született gyermeke, a pár boldogtalan házasságban élt.
Vera Konsztantyinovna 1863. december 7-én érkezett meg szülei kíséretében Stuttgartba, hogy nagynénje gondjaira bízzák. A nagyhercegnő állapota eleinte visszaesést mutatott az új környezet miatt, ám ahogy Vera Konsztantyinovna megszokta új otthonát, gyors fejlődés következett be nála. Felügyeletét egy katonatisztre bízták, nevelőszülei pedig rengeteg időt töltöttek vele. Károly király saját leányaként gondolt Vera nagyhercegnőre, míg Olga királyné „felvállalta a taníttatását és saját gyermek híján annyira szerette, mintha édes lánya lett volna”.
1866-ban Vera nagyhercegnőt az orvosok gyógyultnak nyilvánították, a nagyhercegnő azonban nem tért haza Oroszországba. Stuttgartban maradt nagynénjével és nagybátyjával; a királyi pár 1871-ben hivatalosan is örökbe fogadta őt.

### Házassága és gyermekei

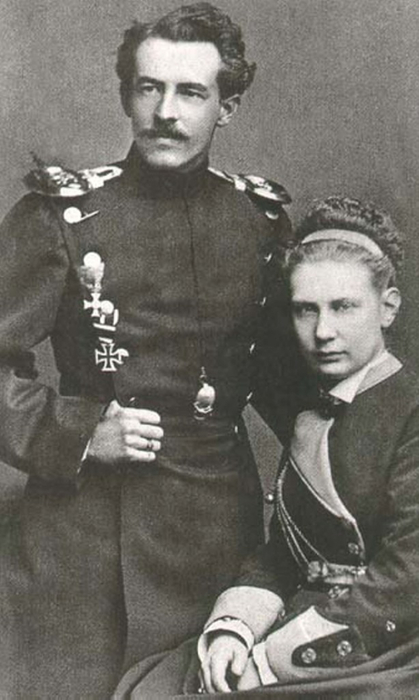
Vera Konsztantyinovna nagyhercegné és Eugén herceg

I. Károly és Olga Nyikolajevna 1874-ben beleegyeztek Vera Konsztantyinovna és Eugén württembergi herceg (1846–1877) házasságába. Eugén herceg a württembergi királyi ház sziléziai oldalágából származott, és a hozzá való férjhezmenetel lehetővé tette Vera nagyhercegnő számára, hogy nevelőszüleivel maradjon.
Az eljegyzést 1874 januárjában jelentették be a királyi palotában, a királyi család és az orosz cári família tagjainak jelenlétében. Olga királyné így emlékezett meg az eseményről: „Az én problémás gyermekem boldog menyasszony, szerető és viszontszeretett. El sem tudtam képzelni, hogy ennyi boldogság képes létezni. Máris olyan, mintha Eugén a király fia volna”.
Az esküvőt 1874. május 4-én tartották II. Sándor orosz cár jelenlétében. Az ifjú pár egy stuttgarti házba költözött be, és itt született meg első gyermekük, Károly Eugén herceg. 1876-ban Vera nagyhercegnő ikerleányoknak adott életet:
- Károly Eugén württembergi herceg (1875. április 8. – 1875. november 11.), hét hónaposan elhalálozott
- Elza württembergi hercegnő (1876. március 1. – 1936. május 27.), nőül ment Albrecht schaumburg–lippei herceghez
- Olga württembergi hercegnő (1876. március 1. – 1932. október 21.), nőül ment Miksa schaumburg–lippei herceghez.

### Özvegysége és halála
Eugén herceg nem érte meg ikerleányai első születésnapját. A herceg Düsseldorf mellett gyakorlatozott seregével, mikor 1877. január 27-én a hivatalos közlés szerint leesett a lováról, és meghalt. A herceget valójában egy párbaj során lőtték le. Noha Vera Konsztantyinovna ekkor még csak huszonharmadik évében járt, soha nem házasodott meg újra. Ahelyett, hogy hazaköltözött volna Oroszországba, a nagyhercegnő Württembergben maradt, és Olga királyné segítségével nevelte fel leányait. Özvegysége korai időszakában mindazonáltal gyakorta utazott meglátogatni rokonait, főleg egyetlen leánytestvérét, Olga Konsztantyinovna görög királynét.

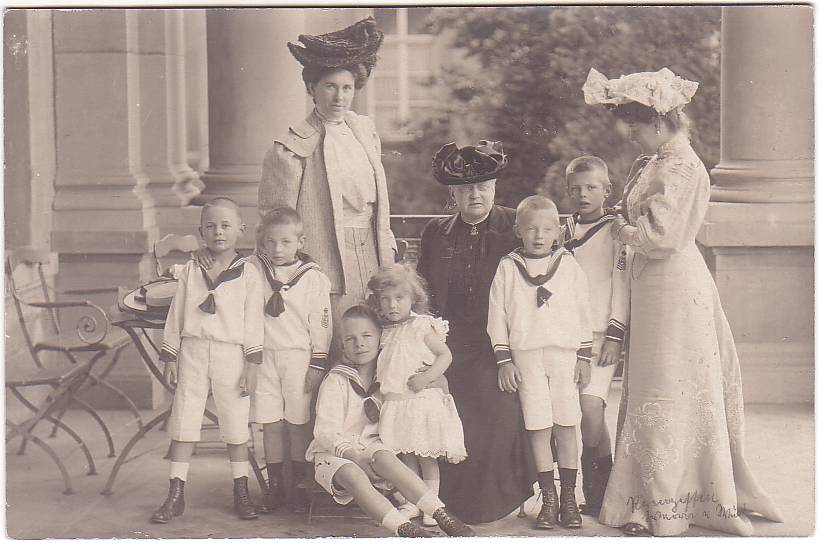
Vera Konsztantyinovna leányai és unokái körében

1891-ben meghalt Károly király, egy évre rá pedig Olga királyné. Vera még ekkor sem költözött el Stuttgartból. Villa Berg néven saját házat vett; a jótékonykodásnak és a művészeteknek szentelte életét. Kórházakat, templomokat alapított és támogatott, minek köszönhetően igen népszerű lett Württembergben. Ikerleányai egy testvérpárhoz mentek feleségül; Elzának négy, Olgának három gyermeke született.
Vera Konsztantyinovna és leányai részt vettek II. Miklós orosz cár koronázási ünnepségén, de ellenezte az oroszok ellenszenvét a németekkel szemben. 1909-ben ortodox hitéről áttért a lutheránusra, tiltakozásként szülőföldje német-ellenes politikája miatt. Javasolta egy protestáns templom felépítését otthona, a Villa Berg területén.
Vera nagyhercegnő utolsó éveit megkeserítette gyenge egészsége és betegségei. Feltehetően vitustáncban szenvedett, ami abnormális, önkéntelen mozgási zavarokkal és rángásokkal járt. 1911 októberében agyvérzést kapott; a következő évben, 1912. április 11-én hunyt el Stuttgartban.